# Гутурама фіолетова
Гутура́ма фіолетова (Euphonia violacea) — вид горобцеподібних птахів родини в'юркових (Fringillidae). Мешкає в Південній Америці.

## Опис

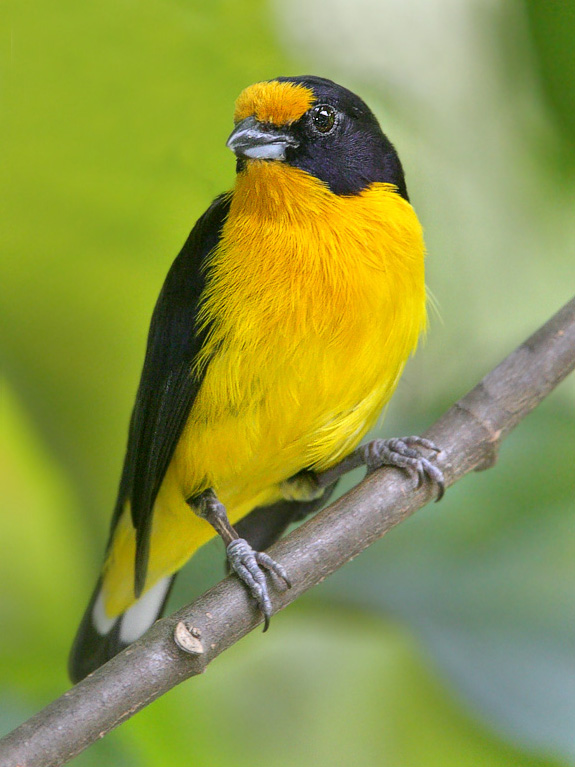
Самець фіолетової гутурами

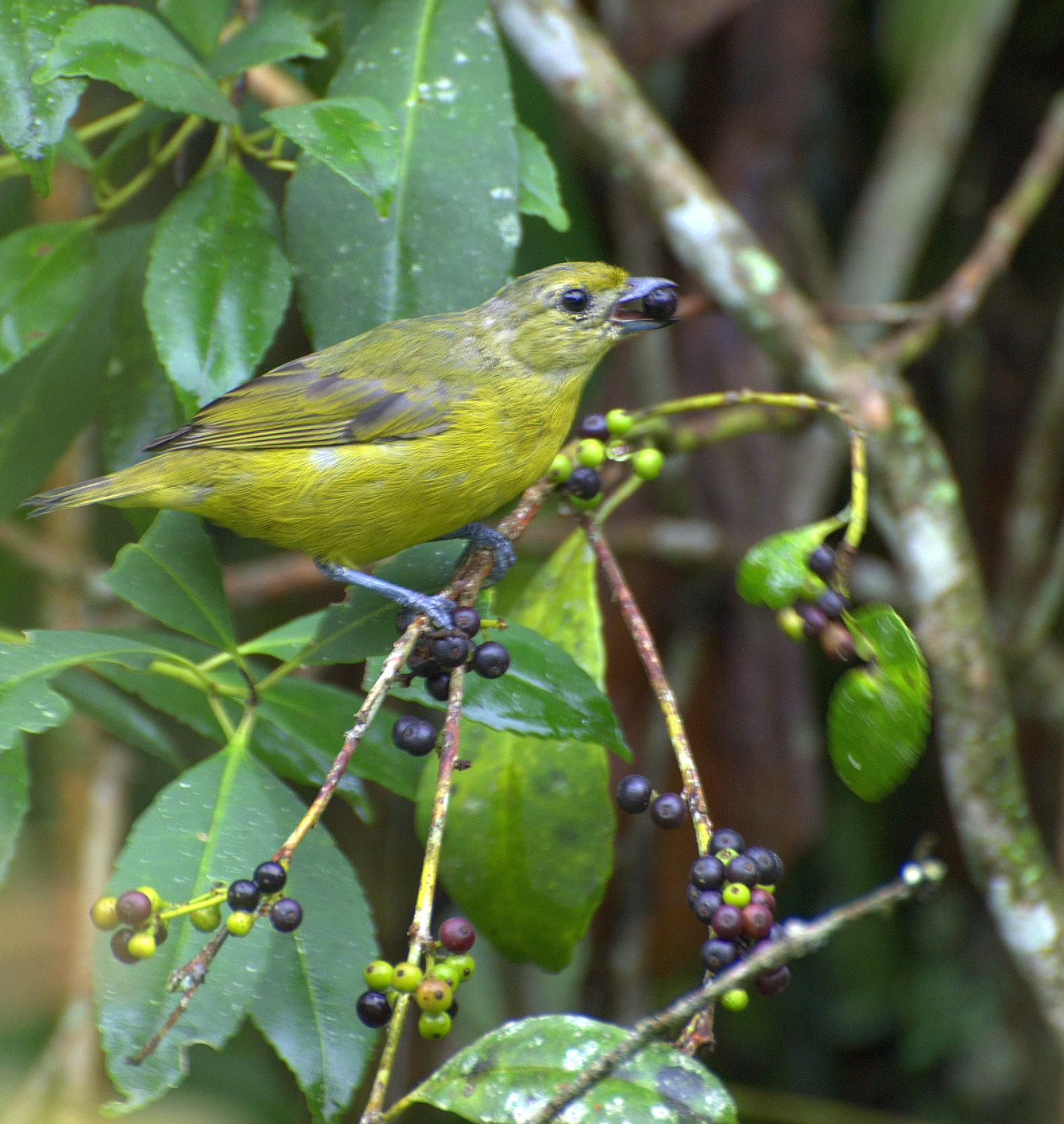
Самиця фіолетової гутурами

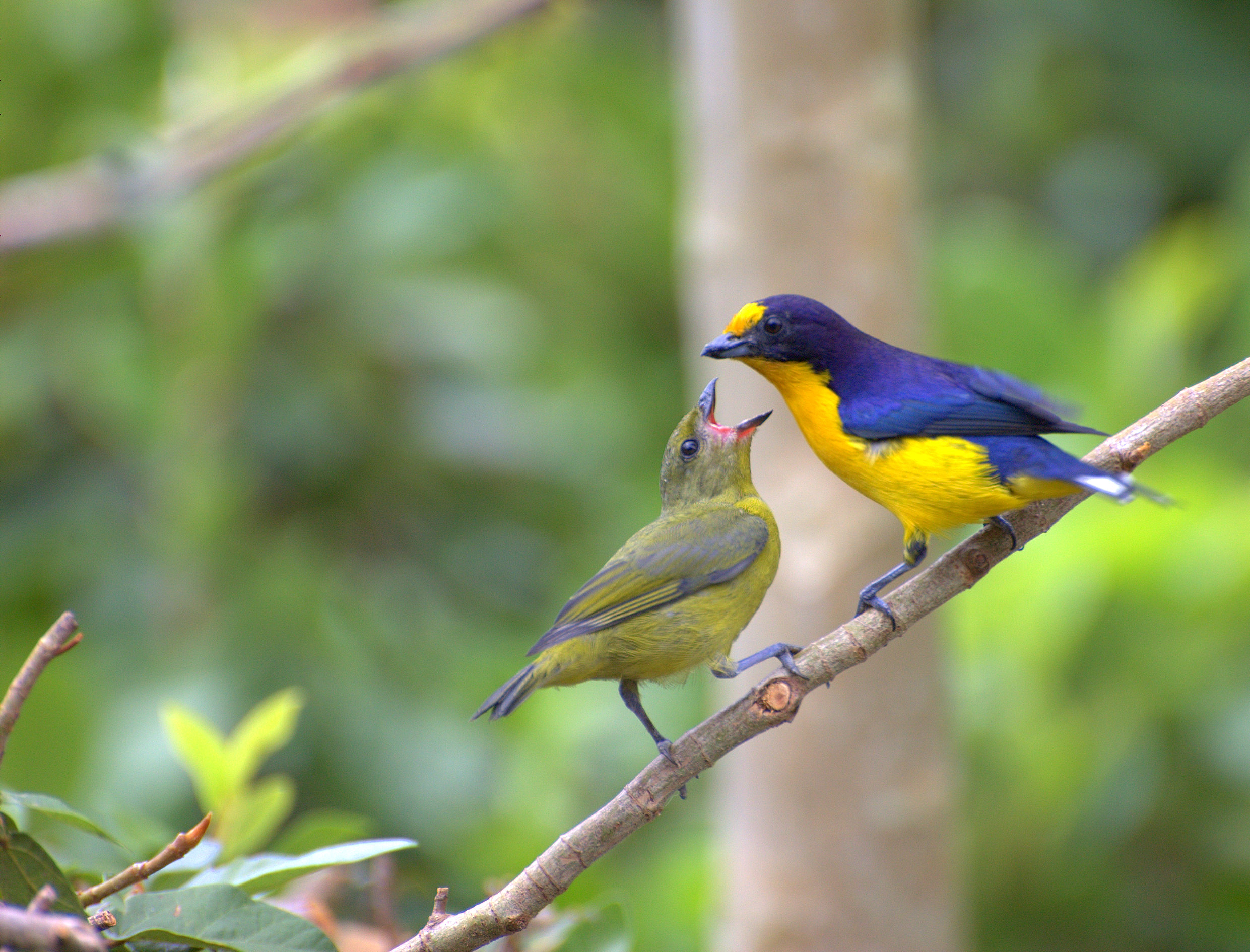
Пара фіолетових гутурам

Довжина птаха становить 10-11,5 см, вага 12,5-17 г. Виду притаманний статевий диморфізм. У самців верхня частина тіла синювато-чорна з фіолетовим відблиском, особливно помітним на голові і на спині. Нижня частина тіла золотисто-жовта, гузка білувато-жовта. На лобі золотисто-жовта пляма. У самиць верхня частина тіла переважно оливково-зелена, крила і хвіст чорнуваті, нижня частина тіла зеленувато-жовта. Очі темно-карі, дзьоб і лапи чорнуваті.

## Підвиди
Виділяють три підвиди:
- E. v. rodwayi (Penard, TE, 1919) — східна Венесуела і острів Тринідад;
- E. v. violacea (Linnaeus, 1758) — Гвіана і північна Бразилія;
- E. v. aurantiicollis Bertoni, AW, 1901 — східна Бразилія, східний Парагвай і північно-східна Аргентина (Місьйонес).

## Поширення і екологія
Фіолетові гутурами мешкають у Венесуелі, Гаяні, Суринамі, Французькій Гвіані, Бразилії, Парагваї, Аргентині та на Тринідаді і Тобаго. Вони живуть у вологих і сухих рівнинних тропічних лісах, на узліссях і галявинах, в чагарникових заростях, рідколіссях і саванах, на плантаціях і в садах. Зустрічаються поодинці, парами або невеликими сімейними зграйками, на висоті до 1100 м над рівнем моря. Живляться переважно ягодами омели, плодами епіфітних кактусів і цекропії Cecropia, а також іншими ягодами і плодами та нектаром  Psittacanthus і Allophyllus edulis. Доповнюють свій раціон дрібними безхребетними. 
Початок сезон розмноження різниться в залежності від сезону. В Бразилії він припадає на жовтень, в Суринамі триває з листопада по квітень, а на Тринідаді з січня по серпень, з піком у травні-липні. Гніздо кулеподібне, будується самицею і самцем, розміщується на дереві. Воно складається з зовнішньої частини, сплетеної з гілочок, лишайників і рослинних волокон і внутрішної, встеленої мохом, пухом або іншим м'яким матеріалом. В кладці від 2 до 5 білуватих яєць, поцяткованих рудувато-коричневими плямками. Інкубаційний період триває приблизно 2 тижні. Пташенята покидають гніздо через 3 тижні після вилуплення, однак батьки продовжують піклуватися про них приблизно 10 днів. Насиджує лише самиця, за пташенятами доглядають і самиці, і самці. 